# Marindia
Marindia es un balneario uruguayo del departamento de Canelones, perteneciente al municipio de Salinas.

## Geografía
El balneario se ubica al sur del departamento de Canelones, sobre las costas del Río de la Plata, en la zona denominada Costa de Oro y en el km 40 de la ruta Interbalnearia aproximadamente. Limita al oeste con la ciudad de Salinas, de la cual la separa la calle Solís, y al este limita con el balneario Fortín de Santa Rosa.
Al sureste del balneario se encuentra una zona residencial y cuidado a la fauna y medio ambiente denominado El Rincon de Marindia￼.￼

## Población
Según el censo de 2011 el balneario contaba con una población de 3 543 habitantes.
| 115           | 360 | 626 | 1 493 | 2 586 | 3 543 |
| (Fuente: INE) |     |     |       |       |       |